# Potockipaleis

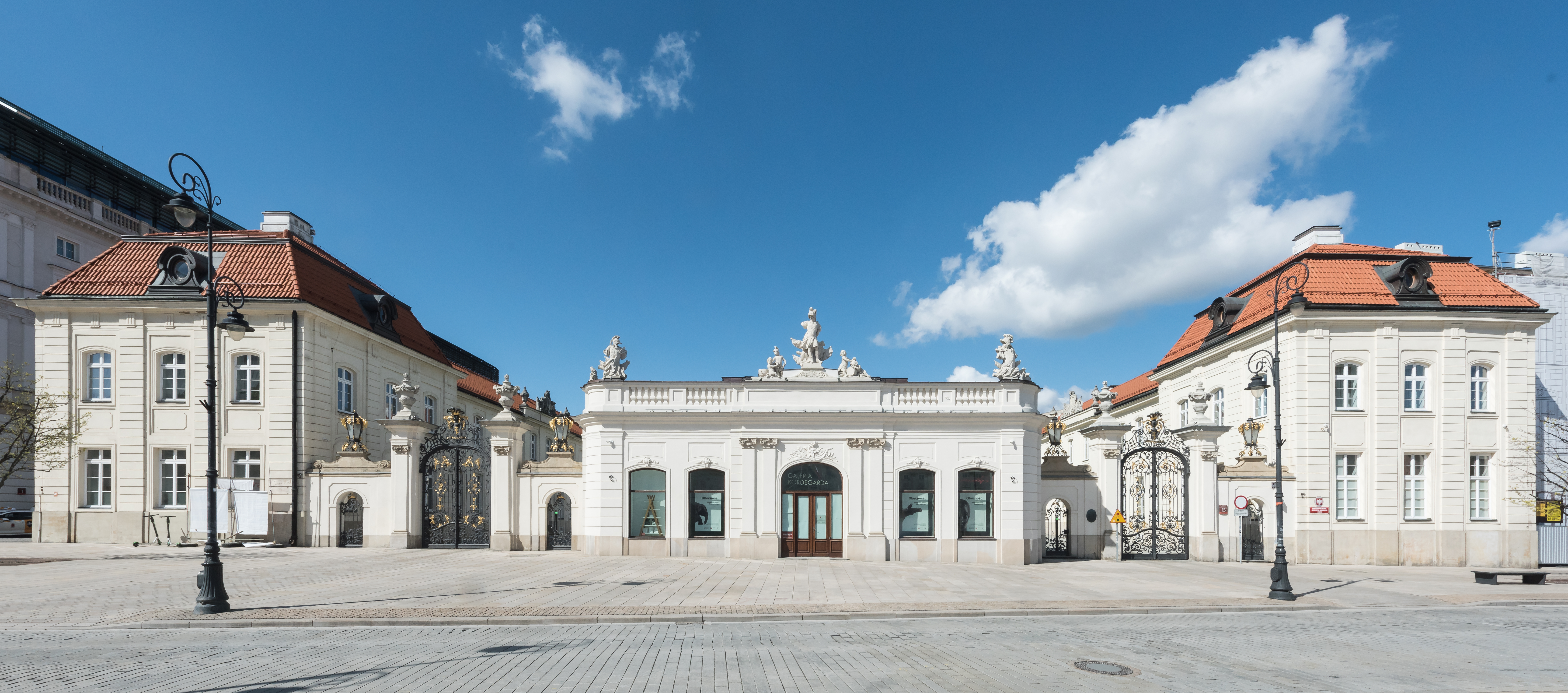
Het Potockipaleis

Potockipaleis (Pools: Pałac Potockich) is een barok paleis in Warschau gelegen aan de Krakowskie Przedmieście tegenover het Presidentieel Paleis. Het werd oorspronkelijk gebouwd door de familie Denhoff en vervolgens afgebouwd door de familie Potocki aan het einde van de 18de eeuw.

## Geschiedenis
Het oorspronkelijke gebouw dat op de plek staat van het Potockipaleis werd in brand gestoken door de Zweden en de Duitsers in 1650. Het nieuwe paleis werd bevolen door Ernest Denhoff en de bouw begon in 1693 onder architect Giovanni Pioli. Van 1731 behoorde het paleis toe tot August Aleksander Czartoryski.
Onder de familie Czartoryski onderging het paleis diverse renovaties. In 1760 kreeg de façade van het paleis een nieuw uiterlijk en werden de zijvleugels toegevoegd, dit volgens de plannen van Jakub Fontana. Tussen de twee vleugels werd in 1763 een wachtershuis gebouwd met beelden van Sebastian Zeisl en twee poorten aan elke zijde. Het gebouw werd door een binnenplaats van de straat gescheiden en omgeven door een smeedijzeren hek met een poort. Het hek werd door Leandro Marconi ontworpen in een neo-rococo stijl.
Tussen 1799 en 1944 was het paleis in het bezit van de familie Potocki. Het Potockipaleis werd in 1944 door de Duitsers in brand gestoken tijdens de Opstand van Warschau. Na de Tweede Wereldoorlog werd het gebouw tussen 1948 en 1950 gerestaureerd volgens het ontwerp van Jan Zachwatowicz. Het werd de zetel van het Poolse ministerie van Kunsten en Wetenschappen.